# Vallée Sidérurgique et Métallurgique de Sorel
La Vallée Sidérurgique et Métallurgique de Sorel est composée de toutes les usines et compagnies qui ont des activités dans le domaine de la sidérurgie et de la métallurgie au Québec. La vallée s'étend de la ville de Sorel-Tracy  à la ville de Contrecœur à 50 km en aval de Montréal. L'autoroute 30 est née de cette vallée et porte le nom de l'autoroute de l'acier. 

## Les Usines
Voici une liste quasi complète de toute la Vallée Sidérurgique et Métallurgique de Sorel.
| Compagnie                    | Endroit               | Année de Construction | Produit                      |
| ArcelorMittal (Sidbec-Dosco) | Contrecœur            | 1964                  | Acier                        |
| Tioxide Canada               | Sorel-Tracy           | 1962                  | Pigment de bioxyde de titane |
| Aciers Inoxydables Atlas     | Sorel-Tracy           | 1963                  | Acier inoxydable             |
| Q.I.T. Fer et Titane         | Saint-Joseph-de-Sorel | 1955                  | Fer et titane                |
| Crucible Steel               | Sorel-Tracy           | 1962                  | Acier                        |
| Beloit Steel                 | Sorel-Tracy           | 1962                  | Acier (pâtes et papier)      |
| Sorel Steel and Foundries    | Sorel-Tracy           | 1937                  | Acier                        |

Usines de second plan
- Grantech Inc.
- ArgonAl
- Air liquide
- Praxair Canada

## Zones industrielles avoisinantes

### Varennes
La zone industrielle la plus près de la Vallée Sidérurgique et Métallurgique de Sorel est celle de Varennes. À Varennes, on le nomme le Parc Chimique comportant des usines pétrochimiques, métallurgiques et chimiques. 
- Kronos Canada
- Greendfield Éthanol
- Dow Chemical